# Davis Cup World Tour Tennis
Davis Cup World Tour Tennis é um jogo eletrônico criado para o Sega Mega Drive, baseado na Copa Davis.